# كيسي كولمان
كيسي كولمان (بالإنجليزية: Casey Coleman)‏ هو معلق رياضي أمريكي، ولد في 24 مارس 1951، وتوفي في 27 نوفمبر 2006 بسبب سرطان البنكرياس.